# Thamnosma africana
Thamnosma africana är en vinruteväxtart som beskrevs av Adolf Engler. Thamnosma africana ingår i släktet Thamnosma och familjen vinruteväxter. Inga underarter finns listade i Catalogue of Life.